# Al Holbert
Pour les articles homonymes, voir Holbert.
Al Holbert est un pilote automobile américain né le 11 novembre 1946 à Abington en Pennsylvanie et mort le 30 septembre 1988 dans l'accident de son avion privé près de Columbus (Ohio) à 41 ans.

## Biographie
Spécialiste de courses d'endurance et doté d'un solide palmarès en IMSA, il a aussi remporté 2 fois les 24 Heures de Daytona (1986 et 1987, 2e en 1976, 1980 et 1985), 2 fois les 12 heures de Sebring (1976 et 1981, 2e en 1985 et 1987, 3e en 1986), 3 fois les 6 Heures de Watkins Glen (1984, 1985 et 1986), et 3 fois les 24 Heures du Mans (1983, 1986 et 1987, donc 2 victoires avec Bell et Stuck).
Il a participé à sept éditions des 24 Heures du Mans entre 1977 et 1987 (dont six sur Porsche) et obtenu un total de quatre podiums (également 3e en 1982).
Holbert a encore terminé quatrième des 500 miles d'Indianapolis 1984 sur March-Cosworth (pour une seule participation), et a disputé 19 courses en NASCAR de 1976 à 1979 (4 fois dans les dix premiers d'une course, conduisant au départ pour l'écurie de James Hylton).
Pour une carrière étalée de 1971 à 1988, il a obtenu cinq titres IMSA GT (1976, 1977, 1983, 1985 et 1986 -seulement dépassé par Peter Gregg avec 6 réalisations-, pour un total record de 49 victoires jusqu'en 1987), ainsi que deux positions finales de vice-champion CanAm (en 1980 et 1982, avec des places de troisième en 1978 et 1981).

## Autres victoires notables en endurance et en CanAm
(10 succès en CanAm)
- 1974 : 6 Heures Road Atlanta et 5 Heures Mid-Ohio ;
- 1976 : 6 Heures Mid-Ohio ;
- 1978 : CanAm Laguna Seca ;
- 1980 : CanAm Road America et Riverside ;
- 1981 : CanAm Watkins Glen, Trois-Rivières et Riverside ;
- 1982 : CanAm Mid-Ohio, Road America, Trois-Rivières et Riverside.

(Nota Bene : il remporte aussi la finale IMSA GT de Daytona en 1983, 1984 et 1985)

## Galerie d'images

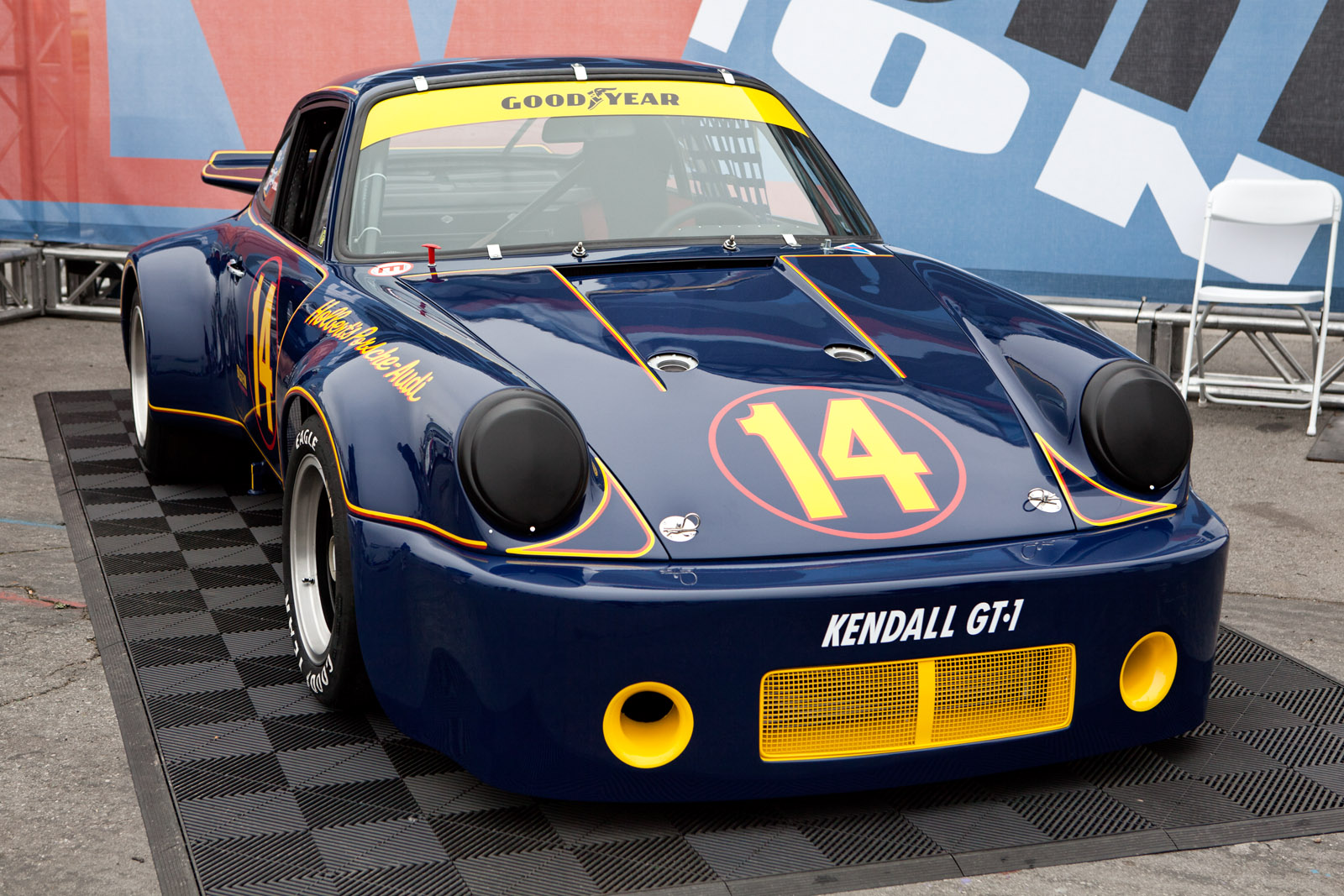
La Porsche 911 Carrera RSR 3.0 d'Holbert utilisée durant la saison 1974;
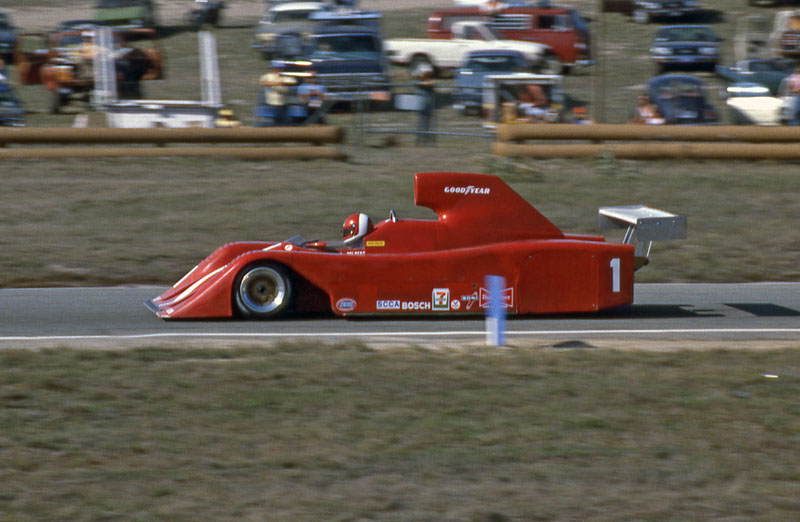
Holbert sur VDS, lors de la saison CanAm 1982;
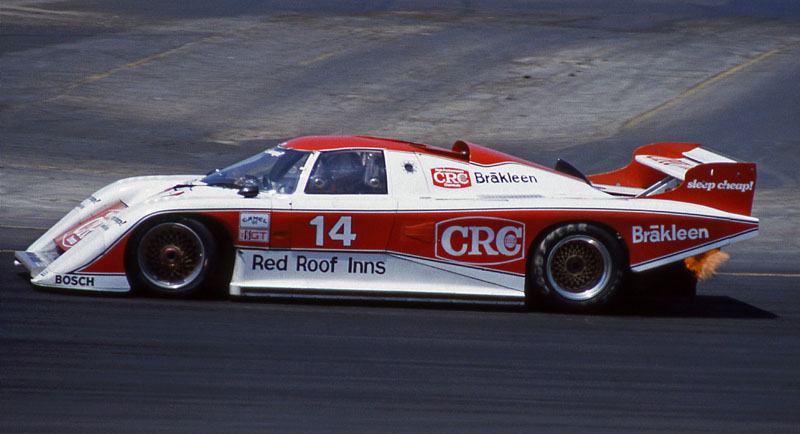
Holbert sur March 83G-Porsche, en 1983;
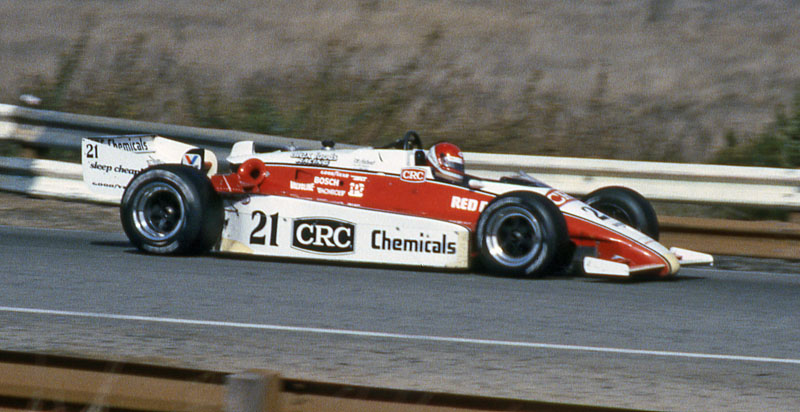
Holbert sur March 84C, en 1984 (CART Series).

## La famille Holbert
- Son père Bob (1923-2007)[1], en course de 1953 à 1964, a remporté les 400 kilomètres de Bridgehampton GT 2L. lors du Championnat du monde des voitures de sport 1962, le titre United States Road Racing Championship (USRRC) en 1963 (victoire notamment lors des 6 Heures de Watkins Glen), la catégorie GT des 12 Heures de Sebring en 1964 avec Dave McDonald, terminé cinquième des 24 Heures du Mans 1961 avec Masten Gregory en remportant la catégorie « S2.0 » sur une Porsche 718, et aussi obtenu quatre Awards de Best Sports Car Driver of the year par le New York Times.
- Le frère de Al, Larry, a dirigé la concession automobile familiale Porsche aux États-Unis durant près de trente ans.